# Shunsuke Yamamoto
Shunsuke Yamamoto (japanisch 山本 駿亮 Yamamoto Shunsuke; * 24. März 1999 in Hagi, Präfektur Yamaguchi) ist ein japanischer Fußballspieler.

## Karriere
Shunsuke Yamamoto erlernte das Fußballspielen in der Universitätsmannschaft der Tokuyama University. Seinen ersten Vertrag unterschrieb er am 1. Februar 2021 beim Kagoshima United FC. Der Verein aus Kagoshima, einer Hafenstadt an der Südwestspitze der Insel Kyūshū, spielte in der dritten japanischen Liga, der J3 League. Sein Drittligadebüt gab Shunsuke Yamamoto am 25. April 2021 (6. Spieltag) im Heimspiel gegen Tegevajaro Miyazaki. Hier wurde er in der 77. Minute für Jun’ya Nodake eingewechselt. Kagoshima gewann das Spiel durch ein Tor von Yūsei Kayanuma mit 1:0. Nach 68 Drittligaspielen wechselte er im Januar 2024 zum Zweitligisten Renofa Yamaguchi FC.